# Grand Prix automobile de Grande-Bretagne 1969
Résultats du Grand Prix de Grande-Bretagne de Formule 1 1969 qui a eu lieu sur le circuit de Silverstone le 19 juillet 1969.

## Classement

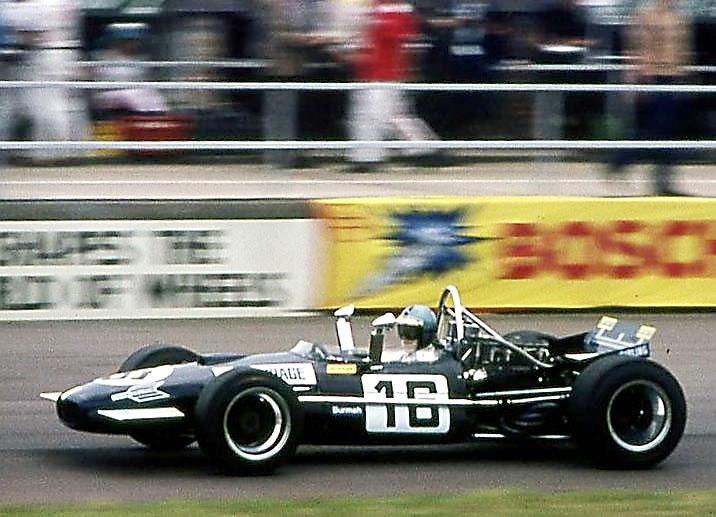
Piers Courage sur Brabham BT26 lors de l'édition 1969 du Grand Prix

| Pos  | N° | Pilote               | Écurie       | Tours | Temps/Abandon     | Grille | Points |
| ---- | -- | -------------------- | ------------ | ----- | ----------------- | ------ | ------ |
| 1    | 3  | Jackie Stewart       | Matra-Ford   | 84    | 1 h 55 min 55 s 6 | 2      | 9      |
| 2    | 7  | Jacky Ickx           | Brabham-Ford | 83    | + 1 tour          | 4      | 6      |
| 3    | 6  | Bruce McLaren        | McLaren-Ford | 83    | + 1 tour          | 7      | 4      |
| 4    | 2  | Jochen Rindt         | Lotus-Ford   | 83    | + 1 tour          | 1      | 3      |
| 5    | 16 | Piers Courage        | Brabham-Ford | 83    | + 1 tour          | 10     | 2      |
| 6    | 19 | Vic Elford           | McLaren-Ford | 82    | + 2 tours         | 11     | 1      |
| 7    | 2  | Graham Hill          | Lotus-Ford   | 82    | + 2 tours         | 12     |        |
| 8    | 10 | Jo Siffert           | Lotus-Ford   | 81    | + 3 tours         | 9      |        |
| 9    | 4  | Jean-Pierre Beltoise | Matra-Ford   | 78    | + 6 tours         | 17     |        |
| 10   | 9  | John Miles           | Lotus-Ford   | 75    | + 9 tours         | 14     |        |
| Abd. | 12 | Pedro Rodríguez      | Ferrari      | 61    | Moteur            | 8      |        |
| Abd. | 11 | Chris Amon           | Ferrari      | 45    | Boîte de vitesses | 5      |        |
| Abd. | 5  | Denny Hulme          | McLaren-Ford | 27    | Allumage          | 3      |        |
| Abd. | 15 | Jackie Oliver        | BRM          | 19    | Transmission      | 13     |        |
| Abd. | 18 | Jo Bonnier           | Lotus-Ford   | 6     | Moteur            | 16     |        |
| Abd. | 20 | Derek Bell           | McLaren-Ford | 5     | Suspension        | 15     |        |
| Abd. | 14 | John Surtees         | BRM          | 1     | Suspension        | 6      |        |

Légende :
- Abd.=Abandon

## Pole position et record du tour
- Pole position : Jochen Rindt en 1 min 20 s 8 (vitesse moyenne : 209,896 km/h). Le meilleur temps des essais qualificatifs a été réalisé par Jackie Stewart en 1 min 20 s 6, temps cependant non retenu car la voiture qualifiée avec ce chrono n'a pu être alignée en course à la suite d'une sortie de route, probablement provoquée par le déchapage du pneu avant droit[1]. Selon la règle en vigueur en 1969, Stewart a dû se requalifier sur la voiture utilisée pour la course[2].
- Tour le plus rapide : Jackie Stewart en 1 min 21 s 3 au 57e tour (vitesse moyenne : 208,605 km/h).

## Tours en tête
- Jochen Rindt 51 (1-5 / 16-61)
- Jackie Stewart 33 (6-15 / 62-84)

## À noter
- 10e victoire pour Jackie Stewart.
- 8e victoire pour Matra en tant que constructeur.
- 21e victoire pour Ford Cosworth en tant que motoriste.